# Pejzaż z szubienicą
Pejzaż z szubienicą (niderl. De ekster op de galg) – obraz olejny Pietera Bruegla (starszego), namalowany w 1568.
Jeden z sześciu, obok Przypowieści o ślepcu, Mizantropa, Wieśniaka i złodzieja ptasich gniazd, Kaleki oraz Sztormu na morzu, ostatnich obrazów podarowanych żonie, odnoszący się do wydarzeń politycznych i jego prywatnego życia.

## Opis obrazu
Obraz przedstawia krajobraz namalowany w typowej manierze artysty. Widać na nim rozległą łąkę, ludzi radośnie tańczących lub oddających się codziennym czynnościom oraz wioskę leżącą u stóp wzgórza zamkowego. Spokój harmonii i sielskiego nastroju burzy szubienica ze sroką widoczną na pierwszym planie. Flamandzki malarz, teoretyk sztuki i biograf van Mander opisując dzieło powiedział: 

...zapisał żonie obraz ze sroką i szubienicą. Poprzez srokę nawiązywał do plotek, że cieszono by się gdyby go powieszono.

Szubienice w czasach Bruegla kojarzyły się z hiszpańskimi rządami, a śmierć przez powieszenie – jako najbardziej hańbiąca – była najczęściej zarezerwowana dla protestanckich kaznodziejów. Terror, jaki wprowadzał książę Alby Fernando Álvarez de Toledo, oparty był na plotce lub denuncjacji. Być może ona właśnie przyczyniła się do kłopotów życiowych malarza. Odniesienie polityczne do rządów Alby Bruegel zaakcentował w dwóch dziełach: Nawróceniu Szawła i w Rzezi niewiniątek. Przedstawienie szubienicy w połączeniu z postacią siedzącą w kucki, widoczną w lewym rogu, oraz tańczącymi postaciami pod nią, nawiązuje również do dwóch Przysłów niderlandzkich powstałych w tym okresie. Pierwsze przysłowie brzmiało srać na szubienicę, co oznaczało człowieka niebojącego się szubienicy, śmierci lub władzy (chodziło o władzę hiszpańskiego namiestnika w Niderlandach). Wyrażenie tańcząc pod szubienicą odnosiło się do osób niebojących się niebezpieczeństw albo niezauważających ich. Połączenie motywów politycznych i przysłów ludowych było typowym elementem w twórczości Bruegla.
Sama szubienica przyjmuje postać figury niemożliwej podobnej do trójkąta Penrose’a. Słupki szubienicy są u podstawy pozornie umieszczone obok siebie, jednak u góry sposób połączenia słupków z belką poprzeczną, jak również jej oświetlenie sugeruje, że prawy słupek jest cofnięty względem lewego.

## Odniesienia w kulturze
Temat obrazu stanowił inspirację dla utworu Jacka Kaczmarskiego pod tym samym tytułem, powstałego w 1978. W wierszu tym jednak szubienica nie jest pusta. W ten sposób Kaczmarski sugerował, że ówczesna działalność kabaretowa może po etapie wywyższenia zakończyć się tragicznie.